# Lycaea bovallii
Lycaea bovallii är en kräftdjursart som beskrevs av Édouard Chevreux 1900. Lycaea bovallii ingår i släktet Lycaea och familjen Lycaeidae. Inga underarter finns listade i Catalogue of Life.